# Mémorial
Pour les articles homonymes, voir Mémorial (homonymie).
Pour l’ONG russe, voir Memorial.

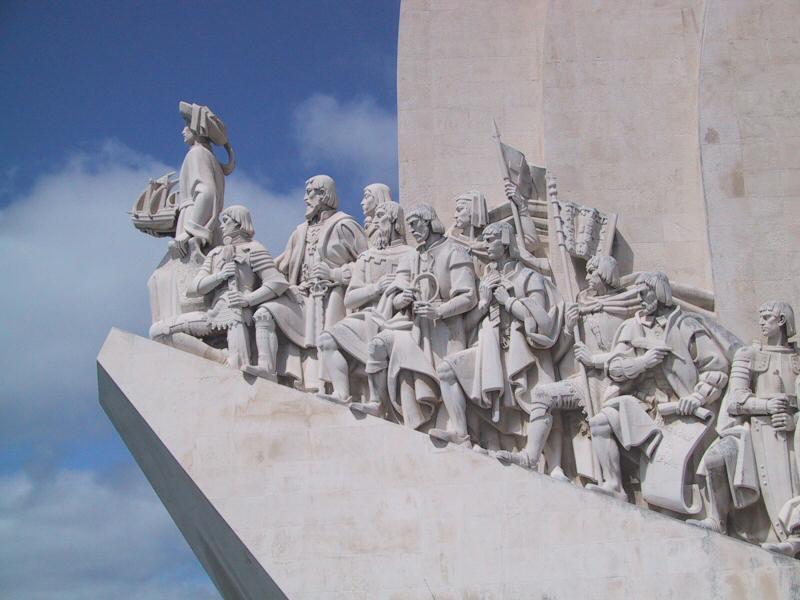
Lisbonne, Padrão dos Descobrimentos (Monument aux Découvertes).

Un mémorial est une forme durable de conservation collective du souvenir d'un fait ou autre entité remarquable , soit :
1. un écrit où l'on a consigné ce dont on veut garder le souvenir comme Le Mémorial de Sainte-Hélène ou le Mémorial de la déportation des Juifs de France par exemple ;
2. un monument commémoratif érigé en souvenir d'un événement, ou/et en l’honneur d'une ou plusieurs personnes décédées comme le Mémorial de Vimy ou le Mémorial soviétique de Tiergarten. Il s'agit dans ce cas d'un anglicisme.

## Caractéristiques des monuments mémoriaux

### Typologie
Les formes les plus répandues de mémoriaux sont des monuments comme des :
- statues ;
- fontaines ;
- pierre tombale (type le plus courant) ;
- mausolée ;
- arc ou porte monumentale ;
- cénotaphe, mémorial qui honore la mémoire ou le lieu de décès d'une personne sans en être la sépulture ;
- musées, le nom de mémorial est parfois donné à un musée qui conserve la mémoire d'événements tragiques (Mémorial de Caen par exemple).

Ils peuvent revêtir une forme grandiose notamment lorsqu'ils commémorent un fait d'armes de grande importance historique.
Les monuments aux morts sont édifiés pour honorer les personnes tuées ou disparues par faits de guerre. Après un attentat, un mémorial peut être improvisé par des citoyens : l'on parle alors de mémorial de fortune.
Une forme particulière est le mémorial de bord de route qui marque le long d'un chemin ou chaussée, le lieu où une personne est décédée, souvent à la suite d'un accident de circulation.

### Action à la mémoire de quelqu'un
Lorsqu'une personne décède, la famille peut demander qu'un don, généralement de l'argent (plutôt que des fleurs), soit versé à une fondation ou à une église. Parfois, lorsqu'un étudiant décède, le mémorial se fait sous la forme d'une bourse d'études à attribuer aux étudiants méritants.
En liturgie, le mémorial du sacrifice du Christ est un nom donné à la messe.

## Exemples de mémoriaux
- Alicante : Mémorial du camp de concentration de Los Almendros
- Barcelone : 
  - Fossar de les Moreres
  - Fossar de la Pedrera, à Montjuïc, œuvre de Beth Galí
  - Camp de la Bota, œuvres de Miquel Navarro et de Francesc Abad
  - Prison pour femmes de Les Corts
- Belfort : Lion de Belfort (« Aux Défenseurs de Belfort 1870-71»)
- Bruxelles : Arcades du Cinquantenaire
- Budapest : Chaussures au bord du Danube (Seconde Guerre mondiale)
- Buenos Aires : Parc de la mémoire
- Choeung Ek (Cambodge) (mémorial aux victimes du génocide cambodgien)
- Dakar : Maison des Esclaves de Gorée
- Erevan : Tsitsernakaberd (mémorial aux victimes du Génocide arménien)
- Gibraltar : Monument naval de Gibraltar (Première Guerre mondiale)
- Hiroshima : Parc du Mémorial de la Paix (Seconde Guerre mondiale)
- Jérusalem : Yad Vashem (Seconde Guerre mondiale)
- Lisbonne : Padrão dos Descobrimentos (Monument aux Découvertes)
- New Delhi : Porte de l'Inde
- Oświęcim : Musée national Auschwitz-Birkenau (Seconde Guerre mondiale)
- Pretoria : Voortrekker Monument (commémoration du Grand Trek des Voortrekkers)
- Rome : Monument à Victor-Emmanuel II
- San Lorenzo de El Escorial : Valle de los Caídos (mémoire des victimes catholiques de la Guerre civile espagnole)
- Santiago-du-Chili : Villa Grimaldi (mémoire des victimes de la dictature)
- Valence : Fosses de Paterna
- Varsovie : Monument aux héros du ghetto (Seconde Guerre mondiale)
- Ypres : Porte de Menin (Première Guerre mondiale)

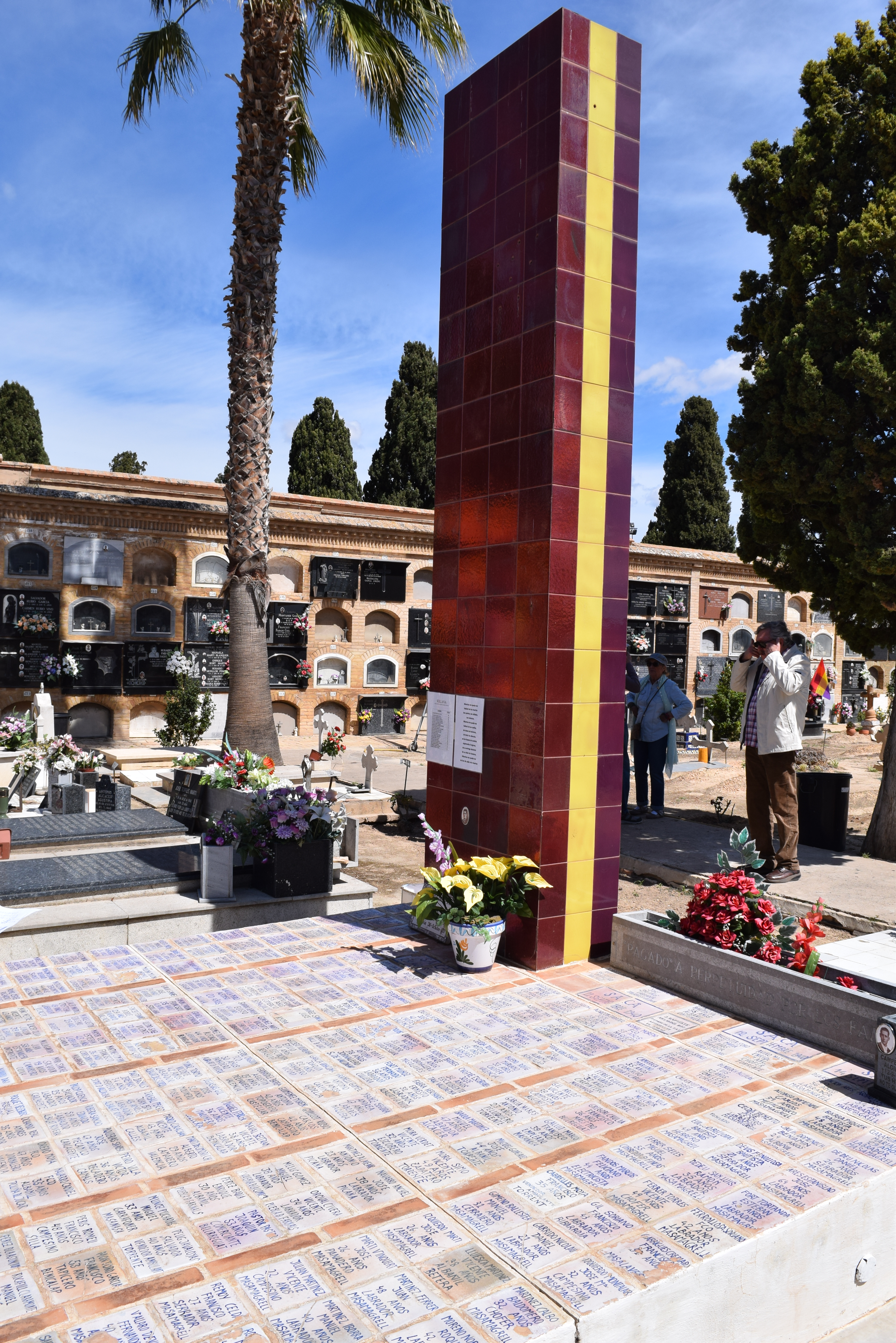
Mémorial des Fosses de Paterna, dans la province de Valence.
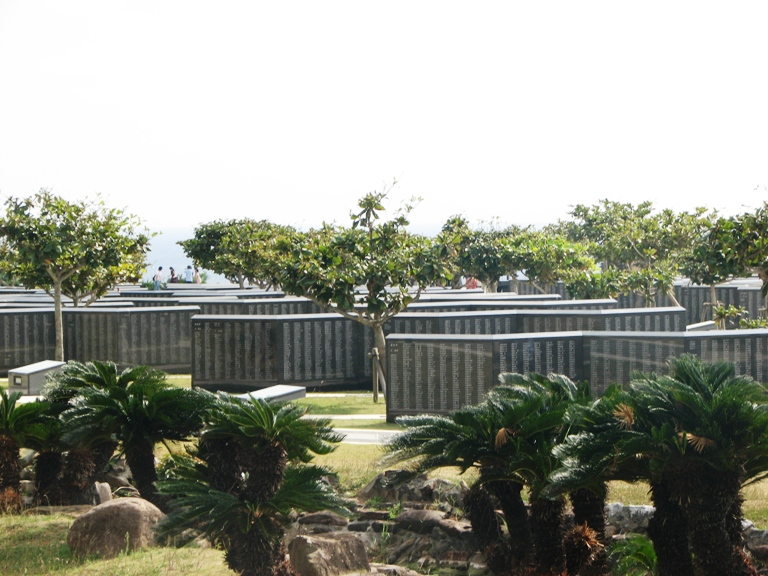
Pierre angulaire de la paix, monument aux morts de la bataille d'Okinawa à Itoman.
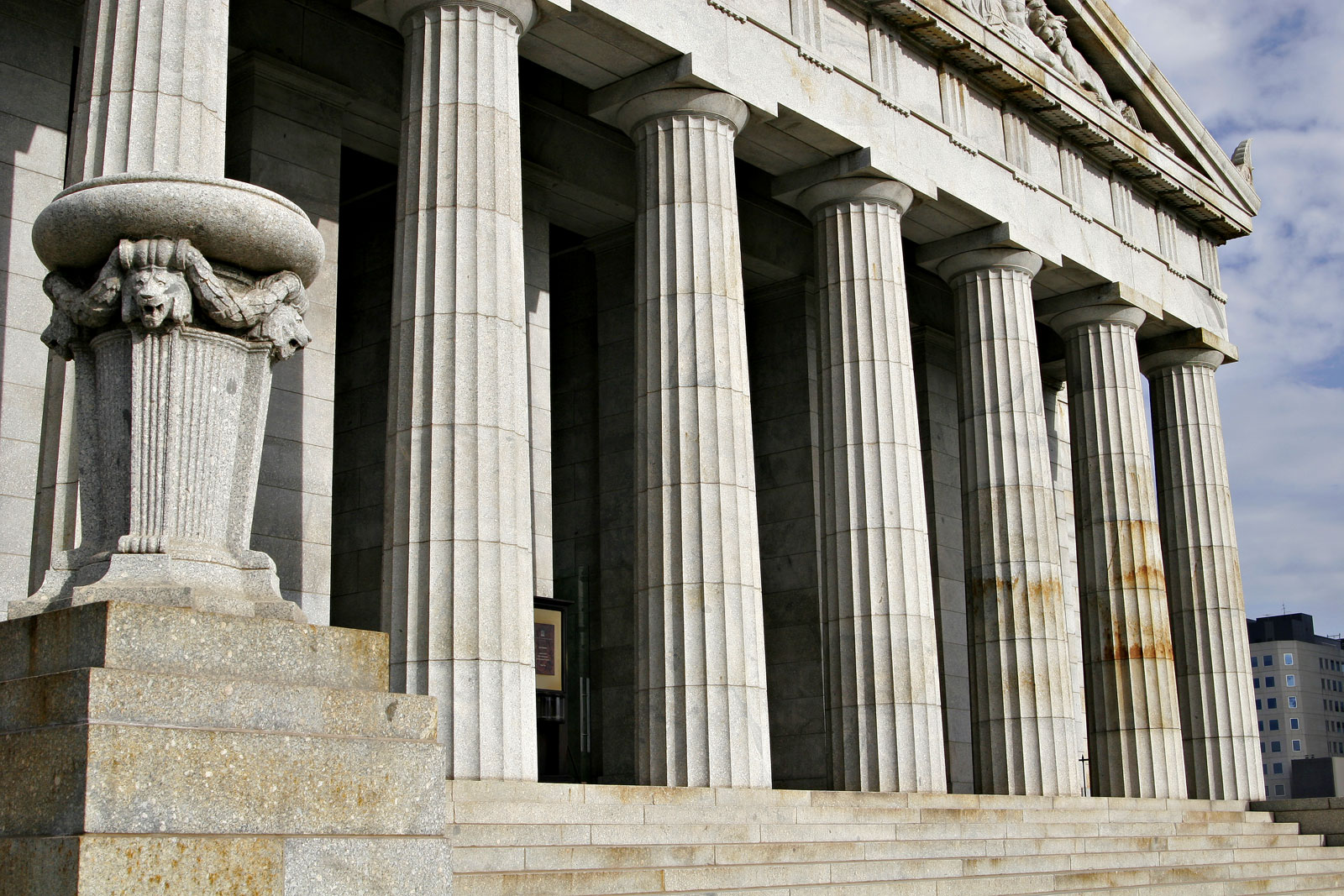
Shrine of Remembrance à Melbourne.
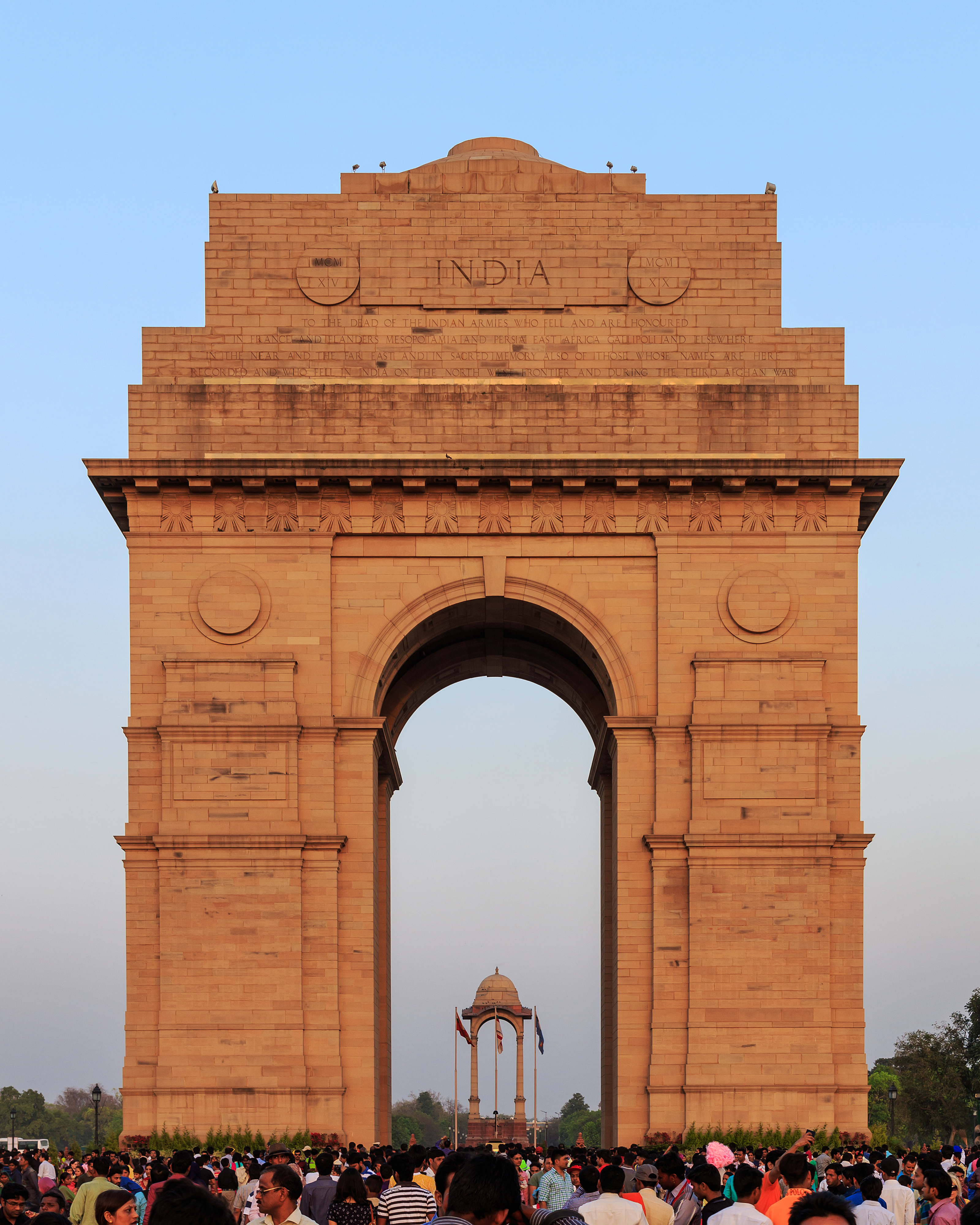
Porte de l'Inde à New Delhi.
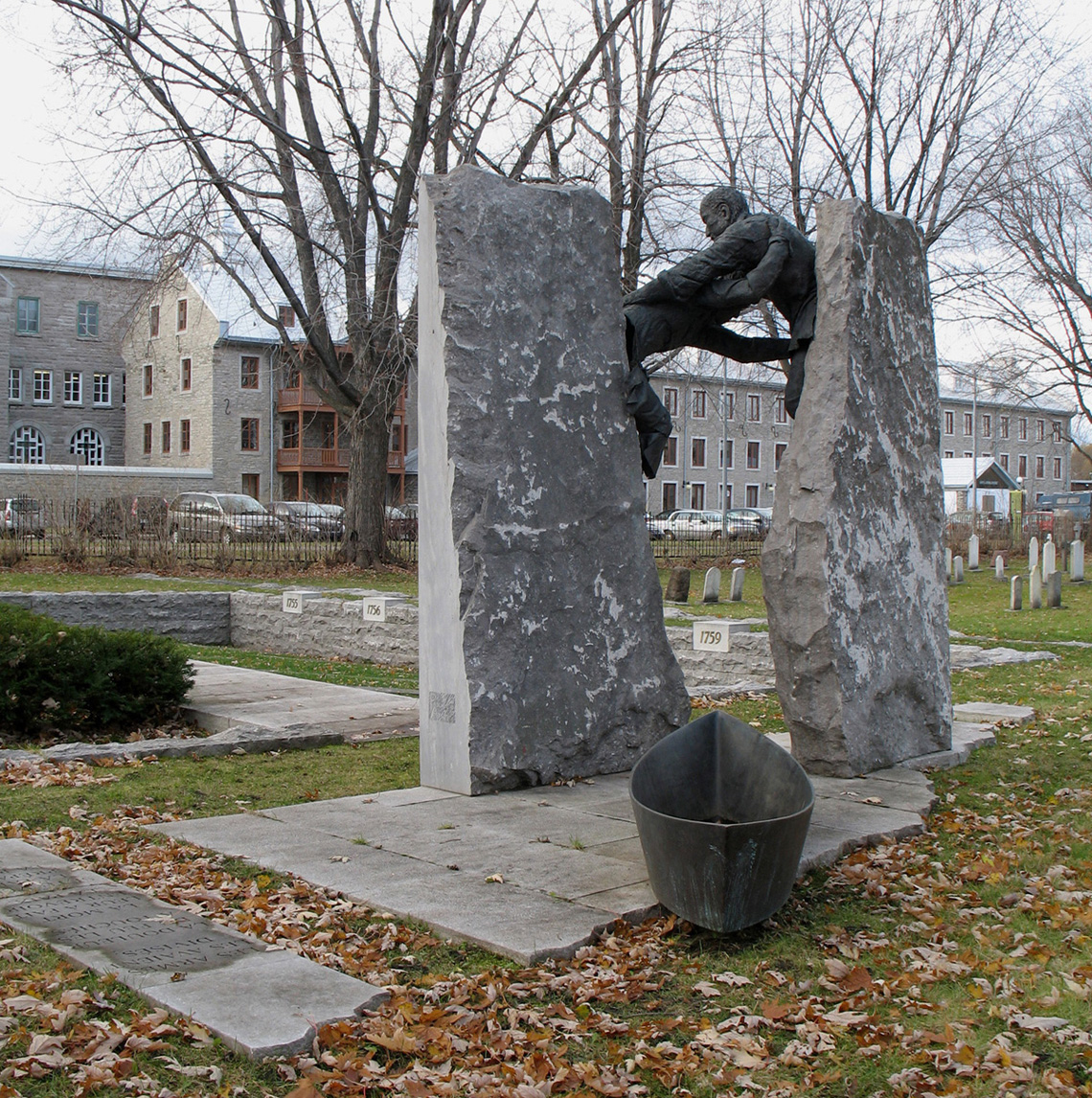
Mémorial de la guerre de Sept Ans à Québec.
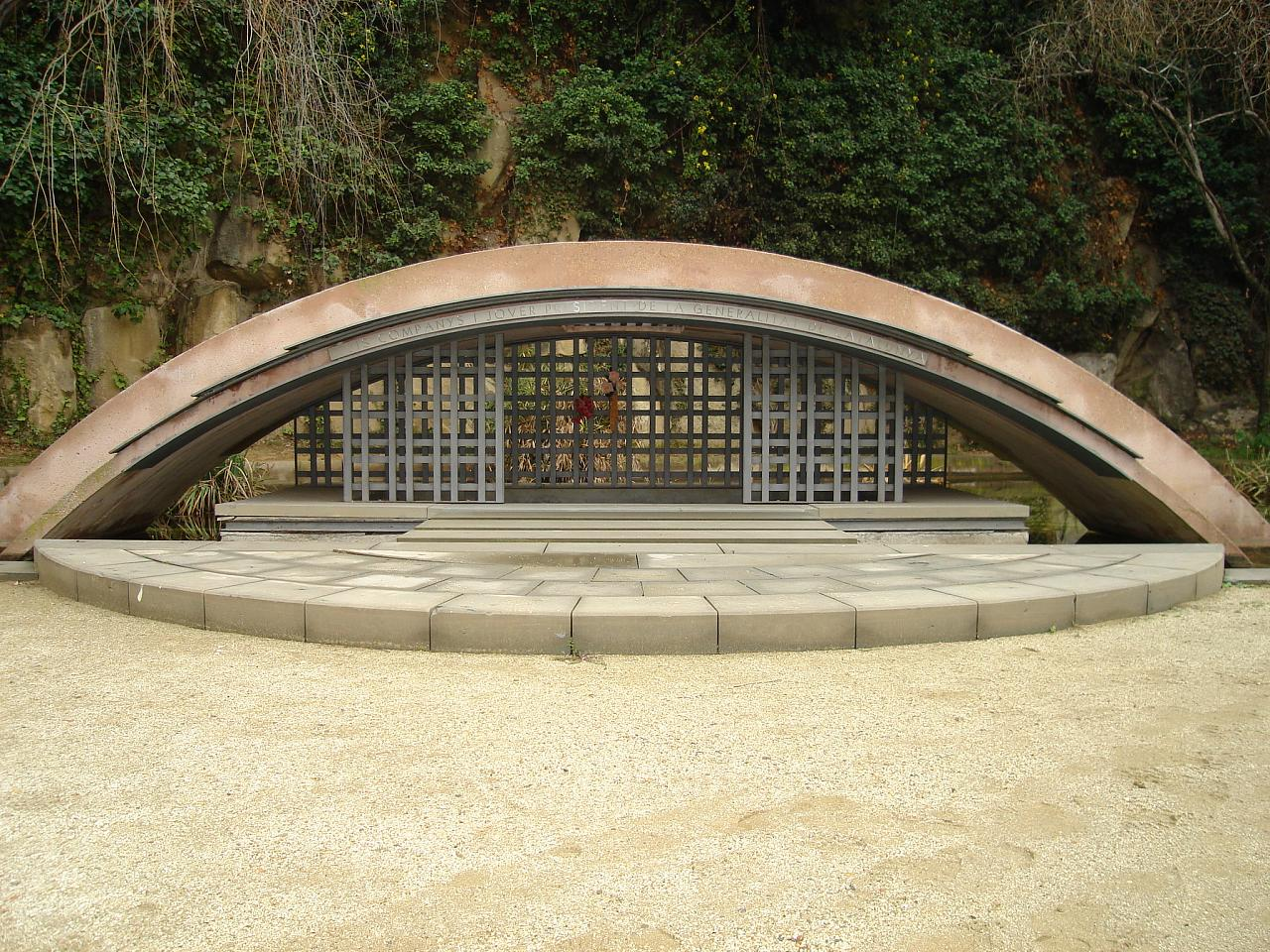
Mémorial du Fossar de la Pedrera, œuvre de Beth Galí, à Montjuïc.

### Musée
- Mémorial de Thiepval à Authuille
- Mémorial du Mardasson à Bastogne
- Mémorial de Berlin-Hohenschönhausen
- Mémorial Waterloo 1815 à Braine-l'Alleud
- Mémorial de Caen
- Mémorial australien de la guerre à Canberra
- Mémorial Charles-de-Gaulle à Colombey-les-Deux-Églises
- Mémorial de Coudehard-Montormel
- Mémorial de la Shoah à Drancy
- Mémorial de Falaise
- Chapelle-Mémorial Kongolo de Gentinnes
- Mémorial des enfants d'Izieu
- Mémorial et musée Hector Pieterson à Johannesburg
- Musée mémorial des parachutistes à Lons
- Mémorial des déportations à Marseille
- Mémorial de l'abolition de l'esclavage à Nantes
- Mémorial du 11 Septembre à New York
- Mémorial de la Shoah à Paris
- Mémorial ACTe à Pointe-à-Pitre
- Mémorial Pegasus à Ranville
- Mémorial du Camp de Rivesaltes
- Mémorial 39/45 à Saint-Malo
- Mémorial de l'Alsace-Moselle à Schirmeck
- Mémorial de Sighet à Sighetu Marmației
- Mémorial du débarquement en Provence à Toulon
- Musée mémorial des combats de la poche de Colmar à Turckheim
- Mémorial de Verdun
- Mémorial Ascq 1944 à Villeneuve-d'Ascq

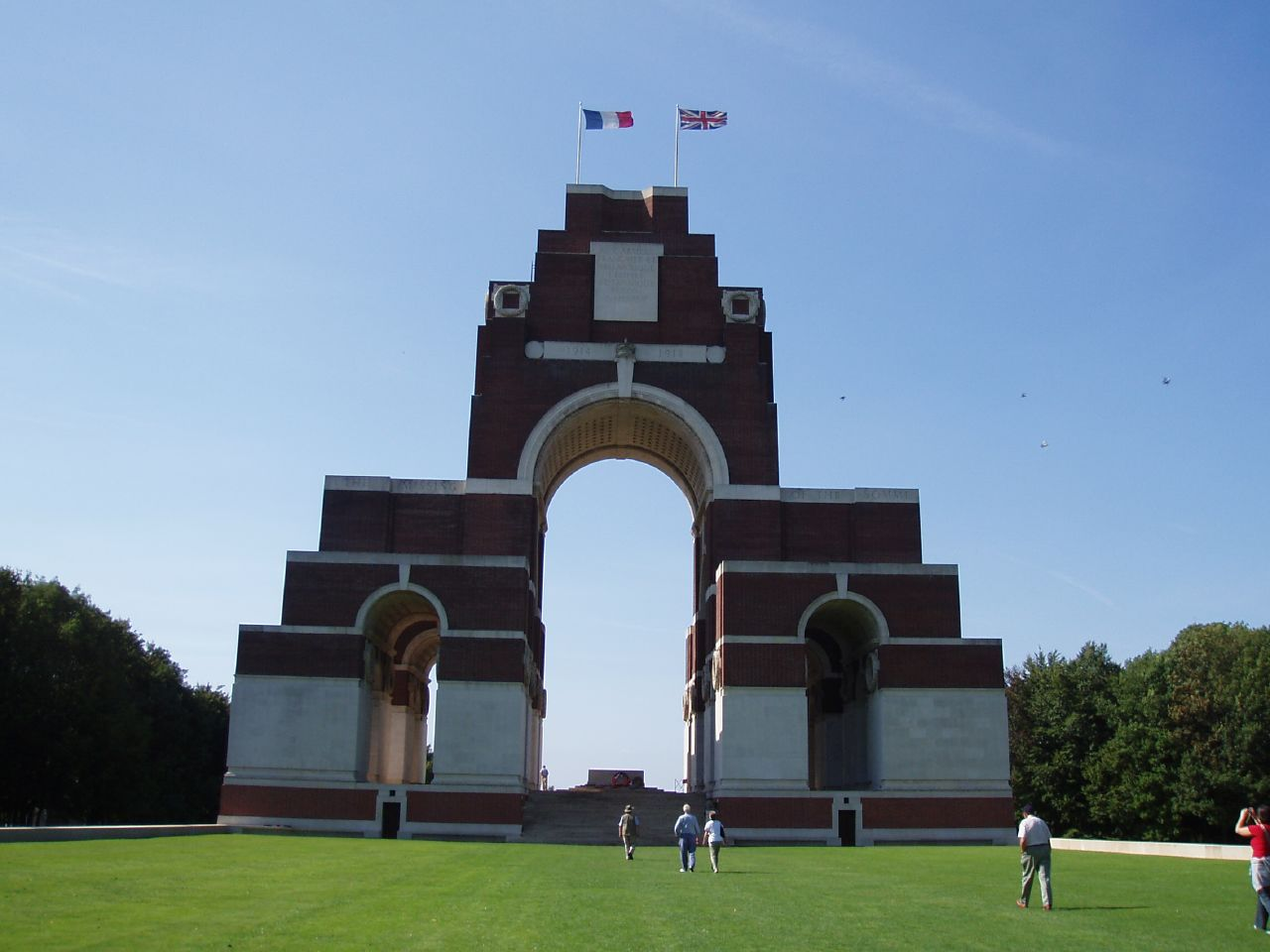
Mémorial de Thiepval à Authuille.
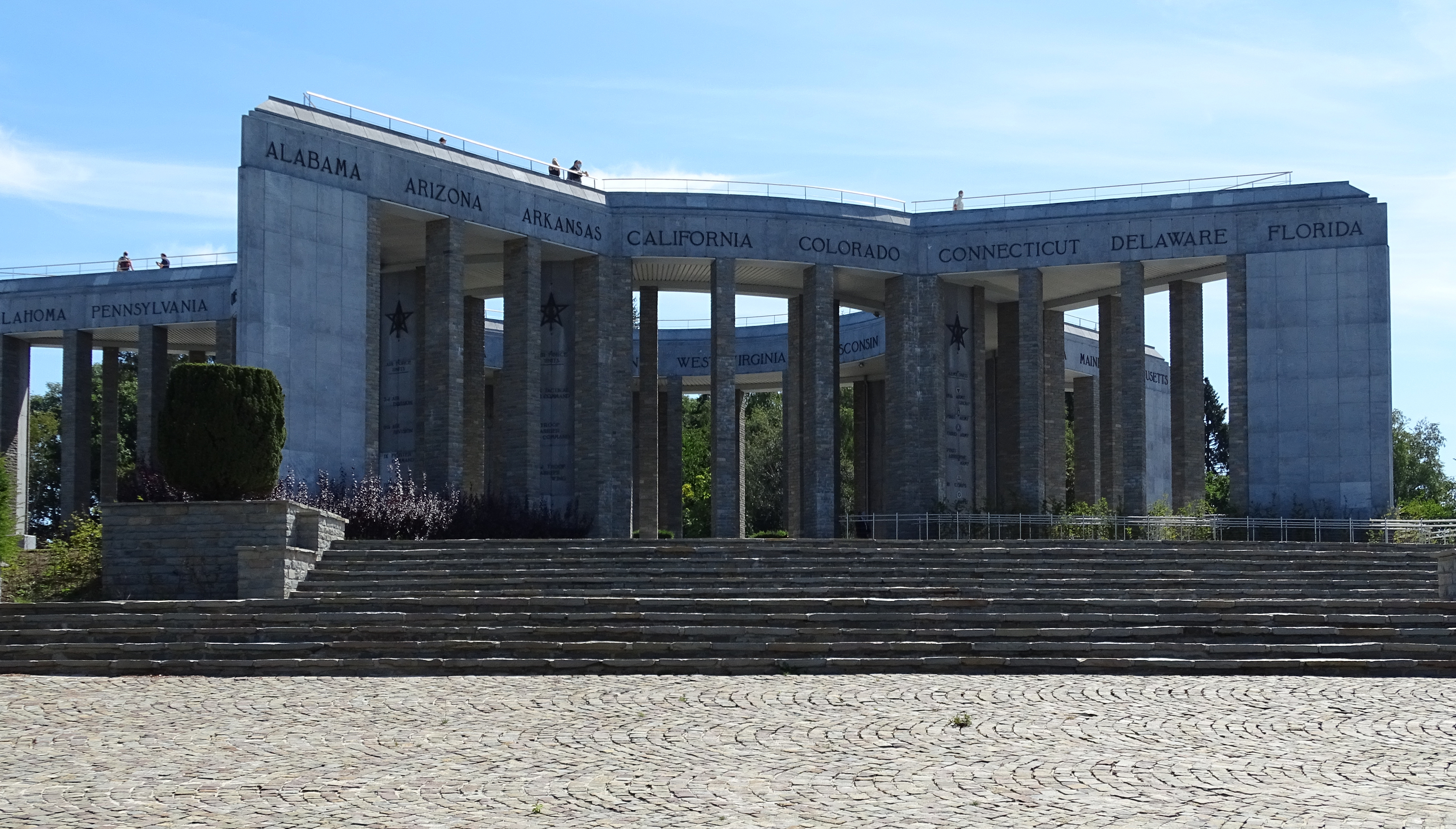
Mémorial du Mardasson à Bastogne.
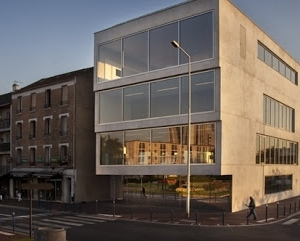
Mémorial de la Shoah à Drancy.
Mémorial de la Shoah à Paris.
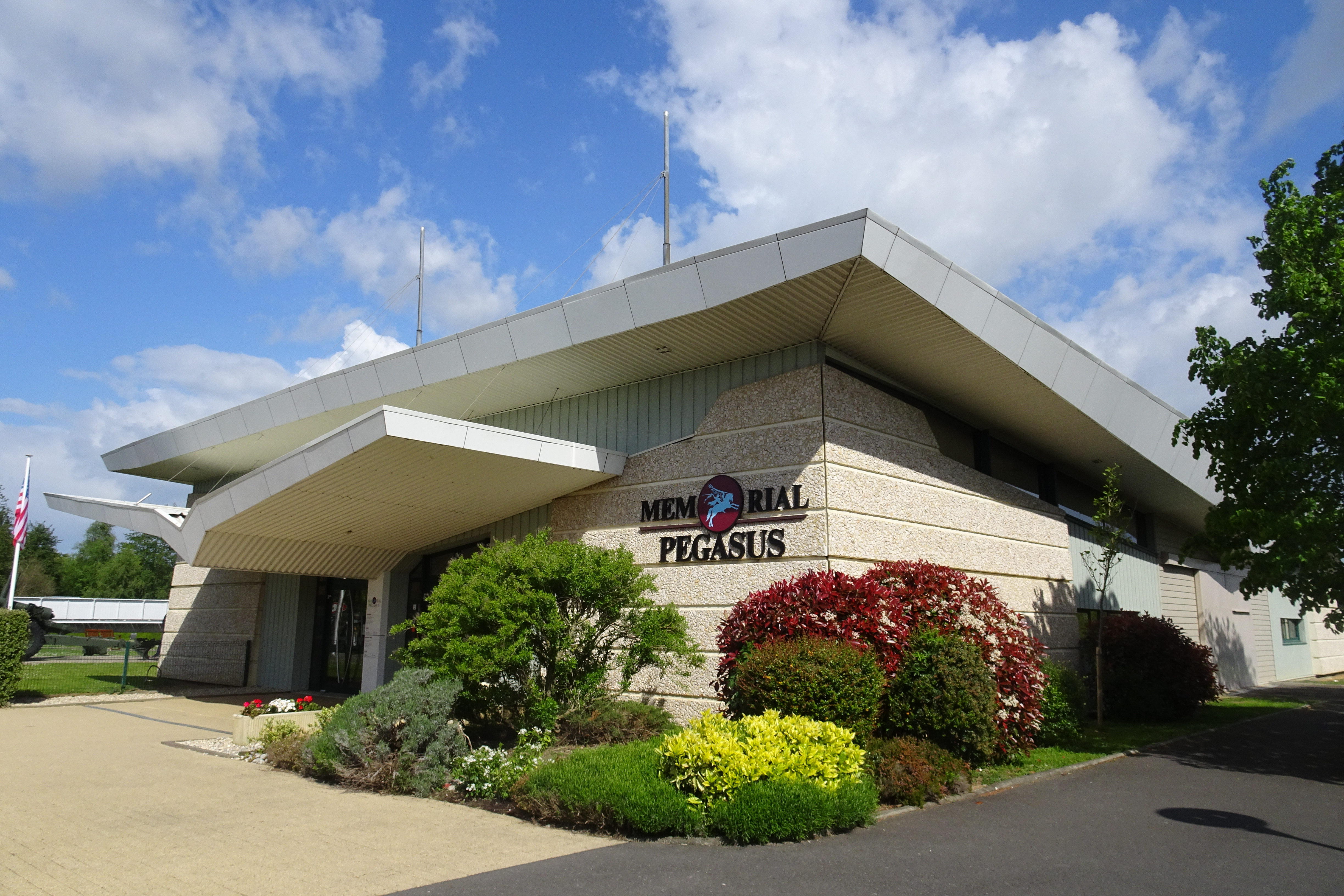
Mémorial Pegasus à Ranville.

### Monument commémoratif

#### Monument collectif
- Mémorial du Martyr à Alger
- Mémorial de Souvorov à Andermatt
- Mémorial des reporters de Bayeux
- Mémorial de la vague infinie à Birmingham
- Mémorial aux Juifs assassinés d'Europe à Berlin
- Mémorial des soldats polonais et des antifascistes allemands à Berlin
- Mémorial en souvenir des 96 membres du Reichstag assassinés par les nazis à Berlin
- Mémorial soviétique de Tiergarten à Berlin
- Mémorial soviétique du Treptower Park à Berlin
- Mémorial soviétique de Schönholzer Heide à Berlin-Pankow
- Mémorial du bois de Gentelles à Boves
- Mémorial de la Résistance de Chasseneuil-sur-Bonnieure
- Mémorial de la Gloire éternelle à Kiev
- Mémorial du génocide à Kigali
- Mémorial Fallschirmjäger à La Canée
- Cimetière mémorial de Levachovo
- Mémorial Interallié à Liège
- Mémorial de la Vendée aux Lucs-sur-Boulogne
- Mémorial de l'Escadrille La Fayette à Marnes-la-Coquette
- Mémorial de Medjez-El-Bab
- Mémorial national de la paix pour les victimes de la bombe atomique de Nagasaki
- Mémorial du massacre de Nankin
- Mémorial national de la déportation à Natzwiller
- Mémorial des martyrs de la déportation à Paris
- Mémorial des victimes de l'accident aérien du vol Air France 447 à Paris
- Mémorial des victimes de la catastrophe aérienne de Charm el-Cheikh à Paris
- Mémorial des victimes de l'accident aérien du vol West Caribbean 708 à Paris
- Mémorial national des troupes de montagne à Saint-Martin-le-Vinoux
- Mémorial de la ferme de Richemont à Saucats
- Mémorial du génocide de Srebrenica
- Mémorial de la France combattante à Suresnes
- Mémorial national des Justes à Thonon-les-Bains
- Mémorial de Valençay
- Mémorial de Steilneset à Vardø
- Mémorial britannique de Normandie à Ver-sur-Mer
- Mémorial contre la guerre et le fascisme à Vienne
- Mémorial de l'Armée rouge à Vienne
- Mémorial de la Shoah à Vienne
- Mémorial de Vimy
- Mémorial Émancipation à Washington
- Mémorial du Titanic à Washington
- Mémorial de guerre du district de Columbia à Washington
- National World War II Memorial à Washington
- Vietnam Veterans Memorial à Washington

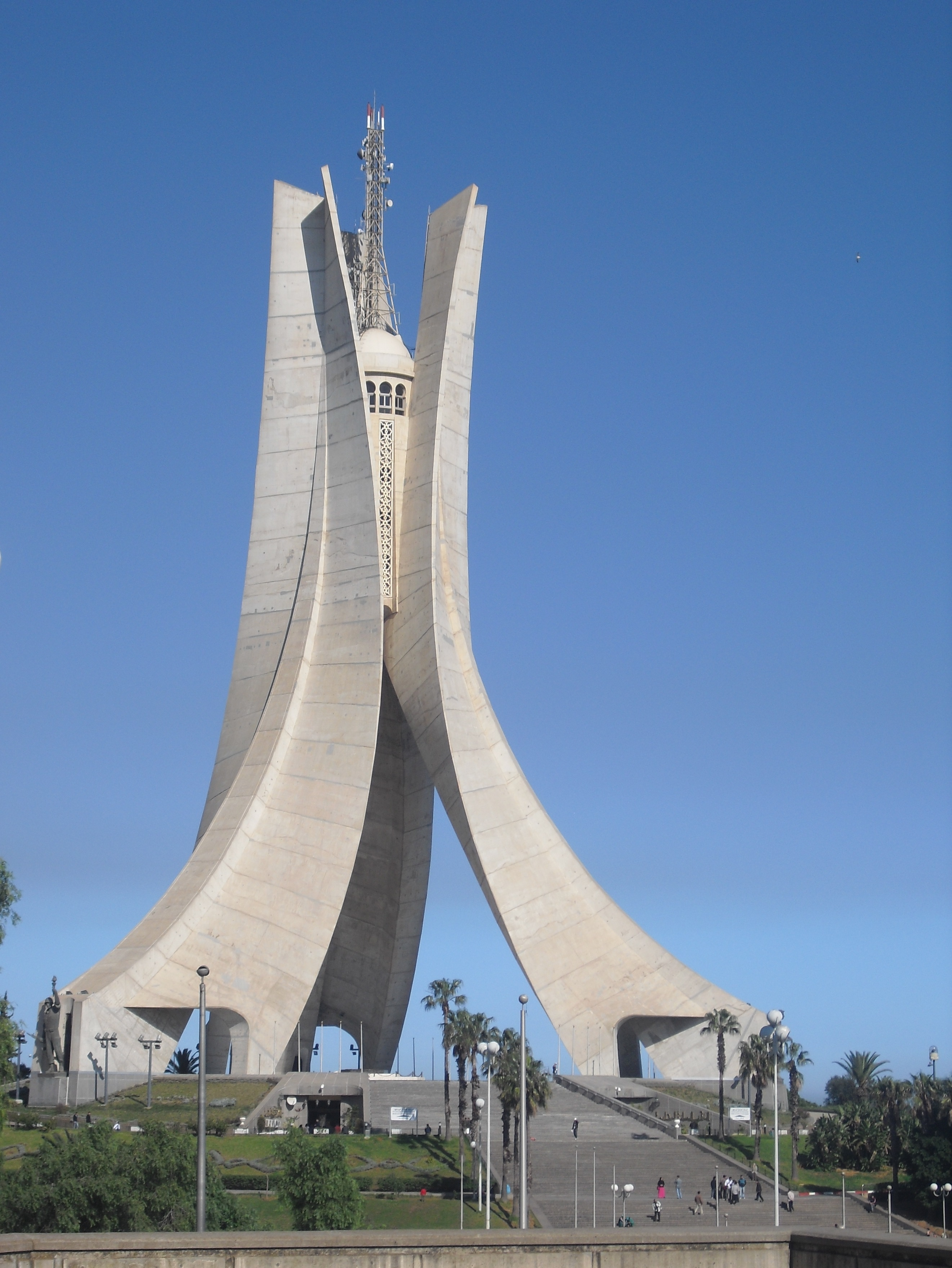
Mémorial du martyr à Alger.
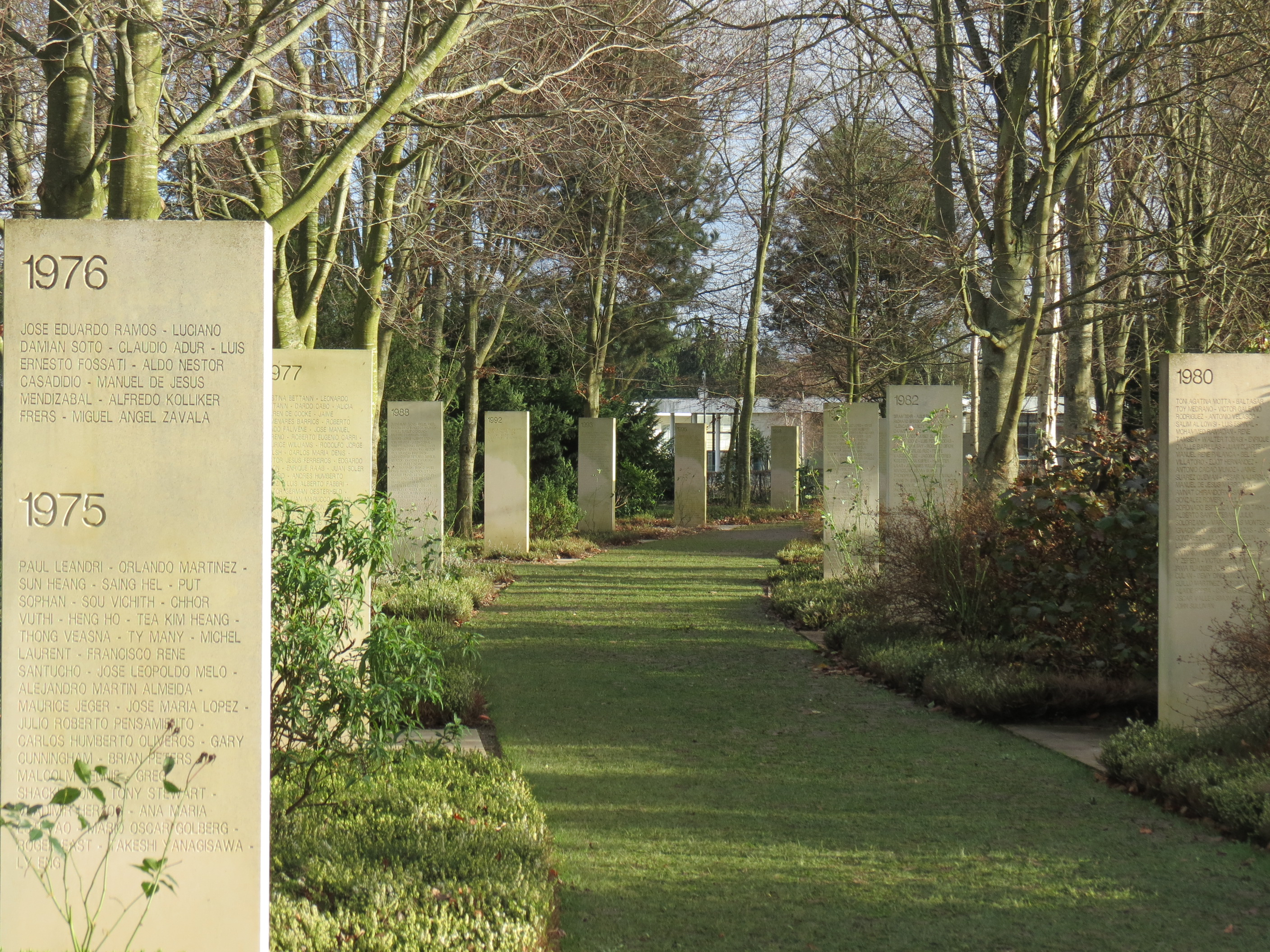
Mémorial des reporters de Bayeux.
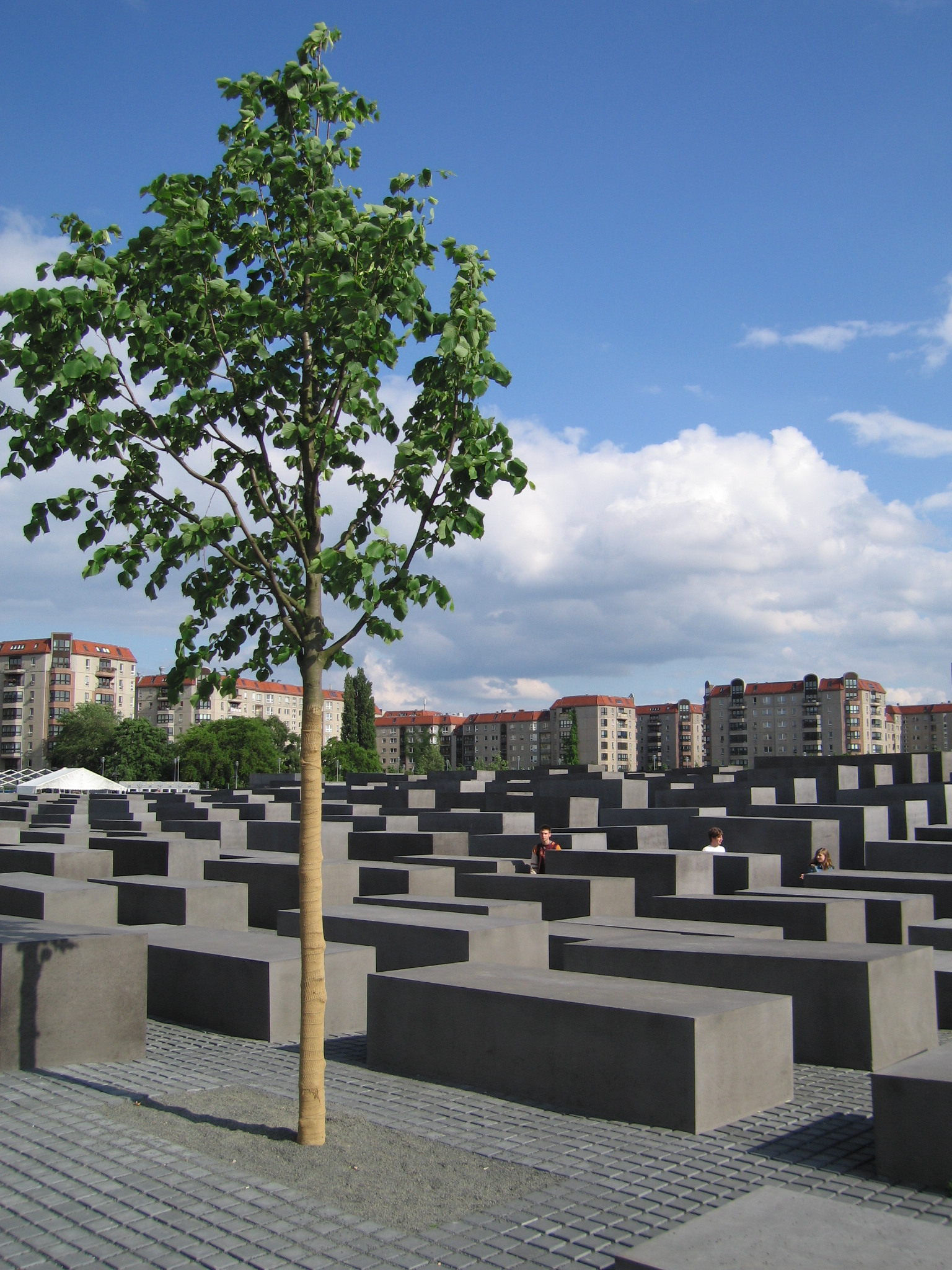
Mémorial aux Juifs assassinés d'Europe à Berlin.
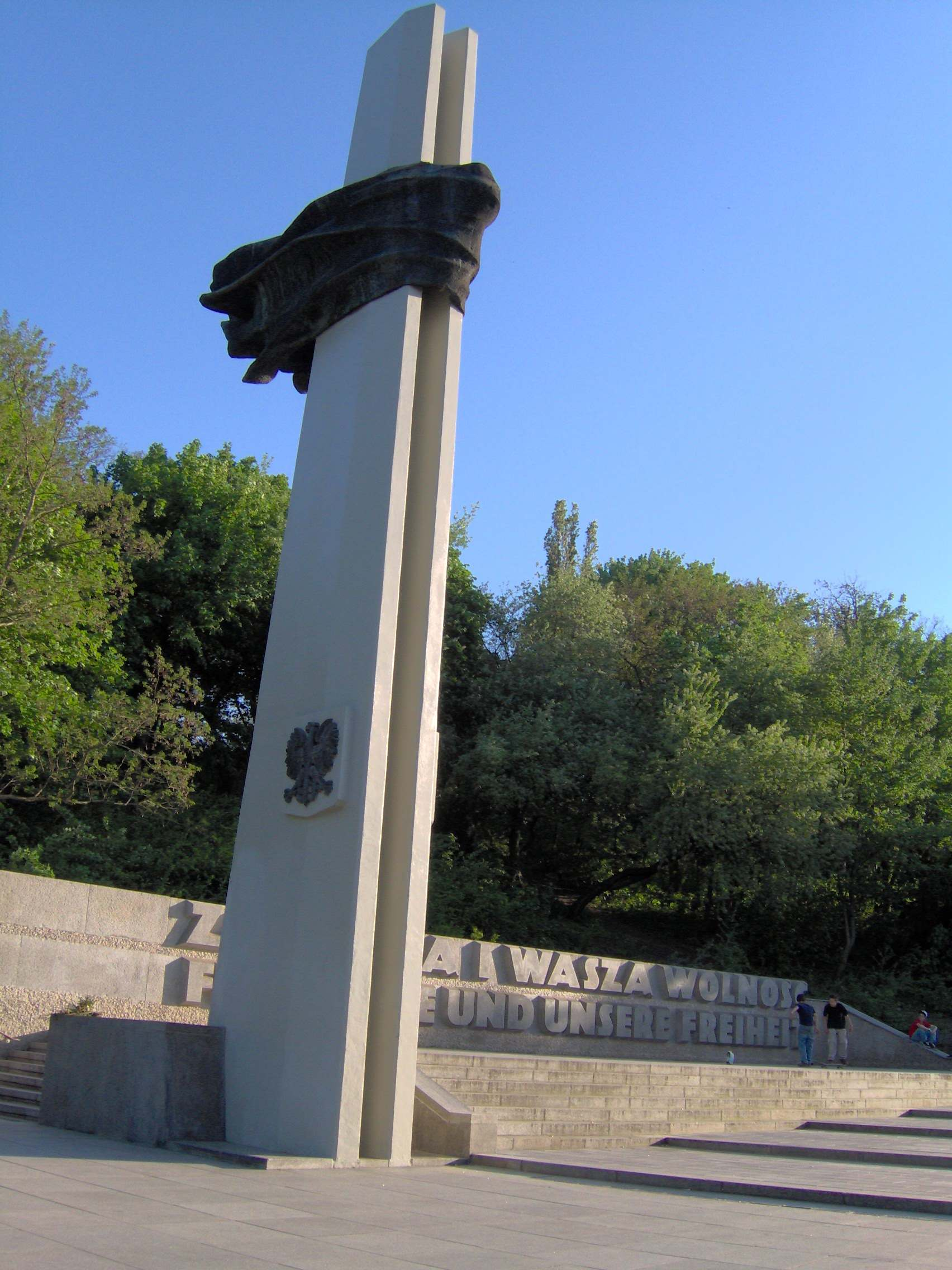
Mémorial des soldats polonais et des antifascistes allemands à Berlin.
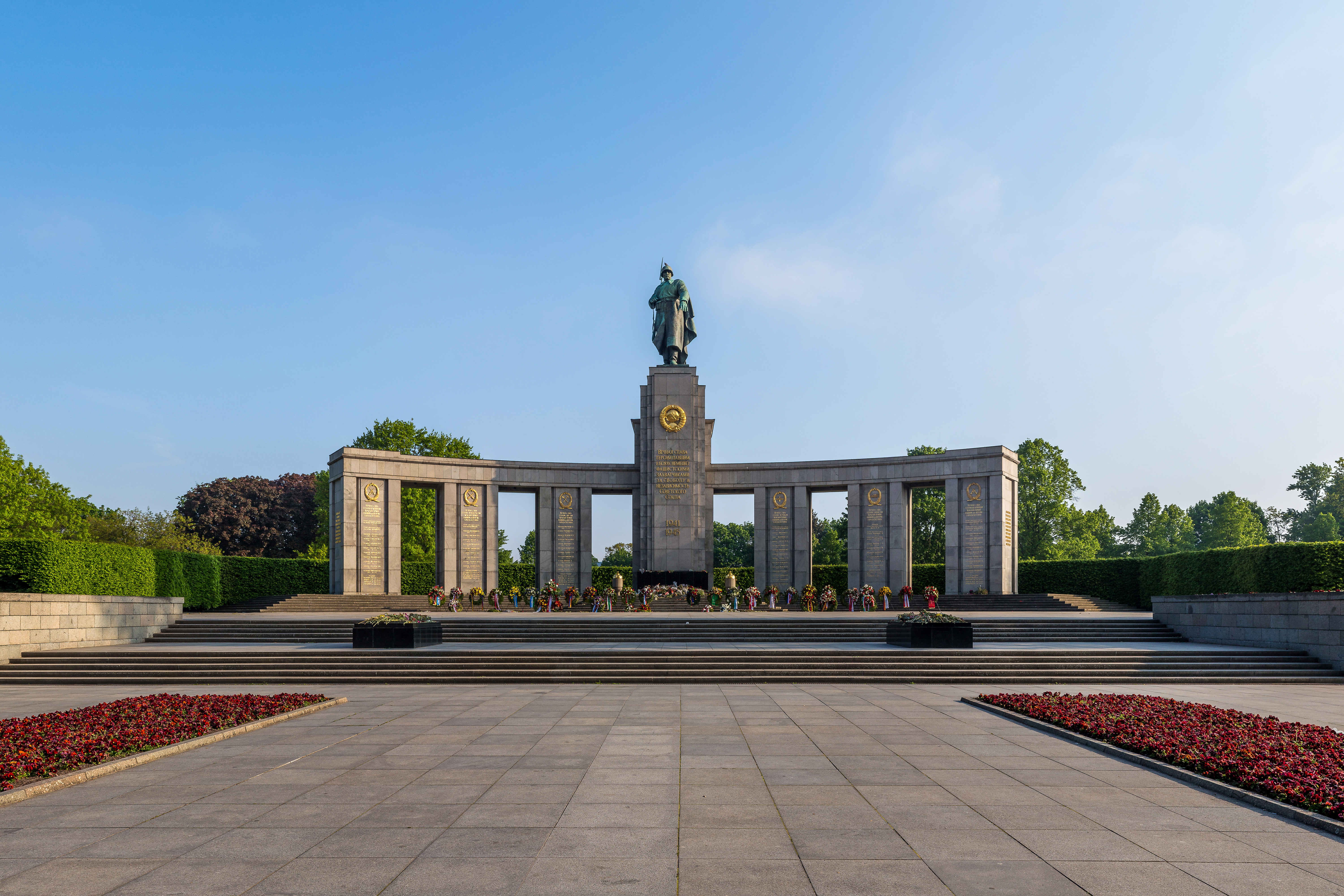
Mémorial soviétique de Tiergarten à Berlin.
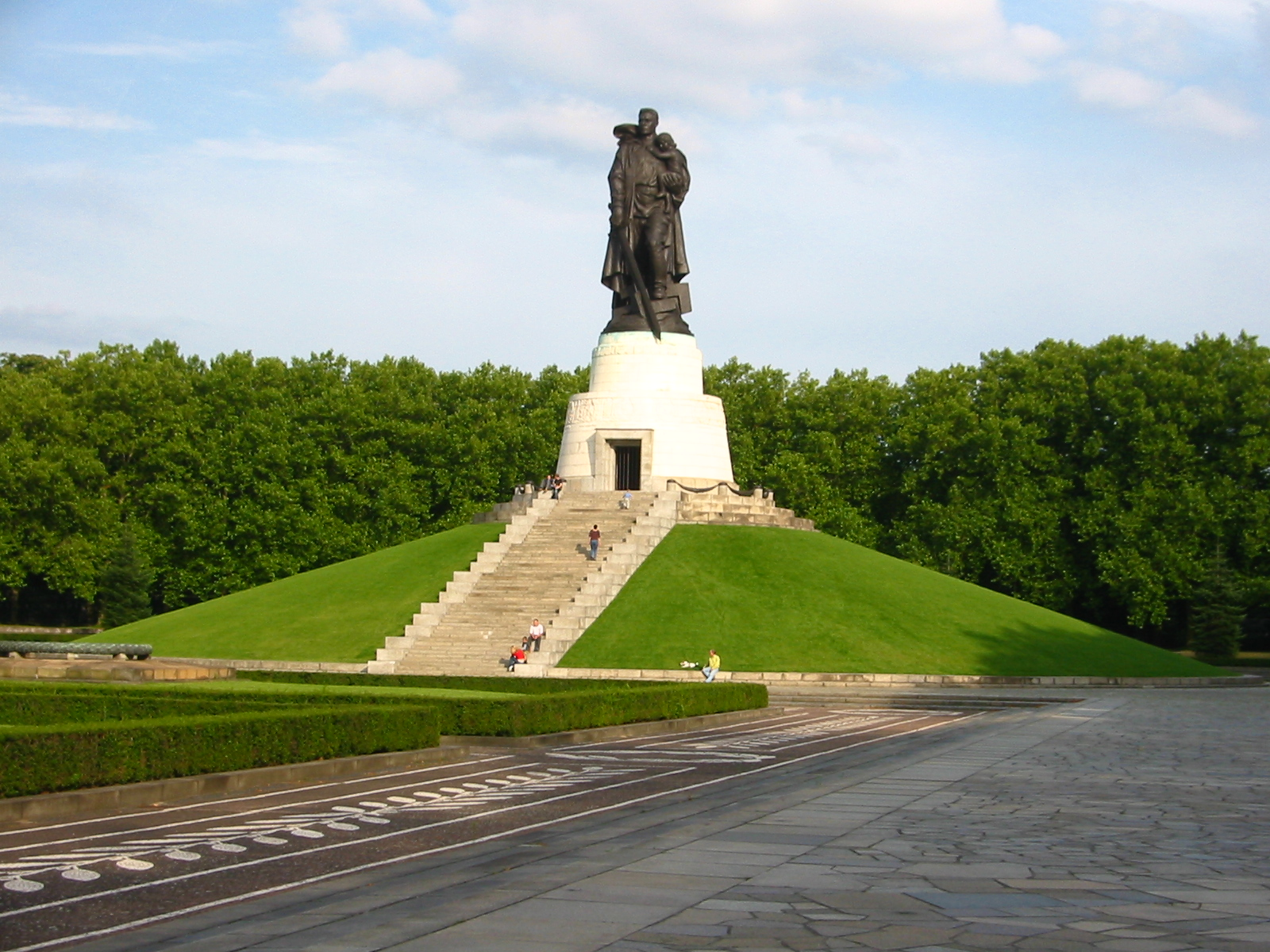
Mémorial soviétique du Treptower Park à Berlin.
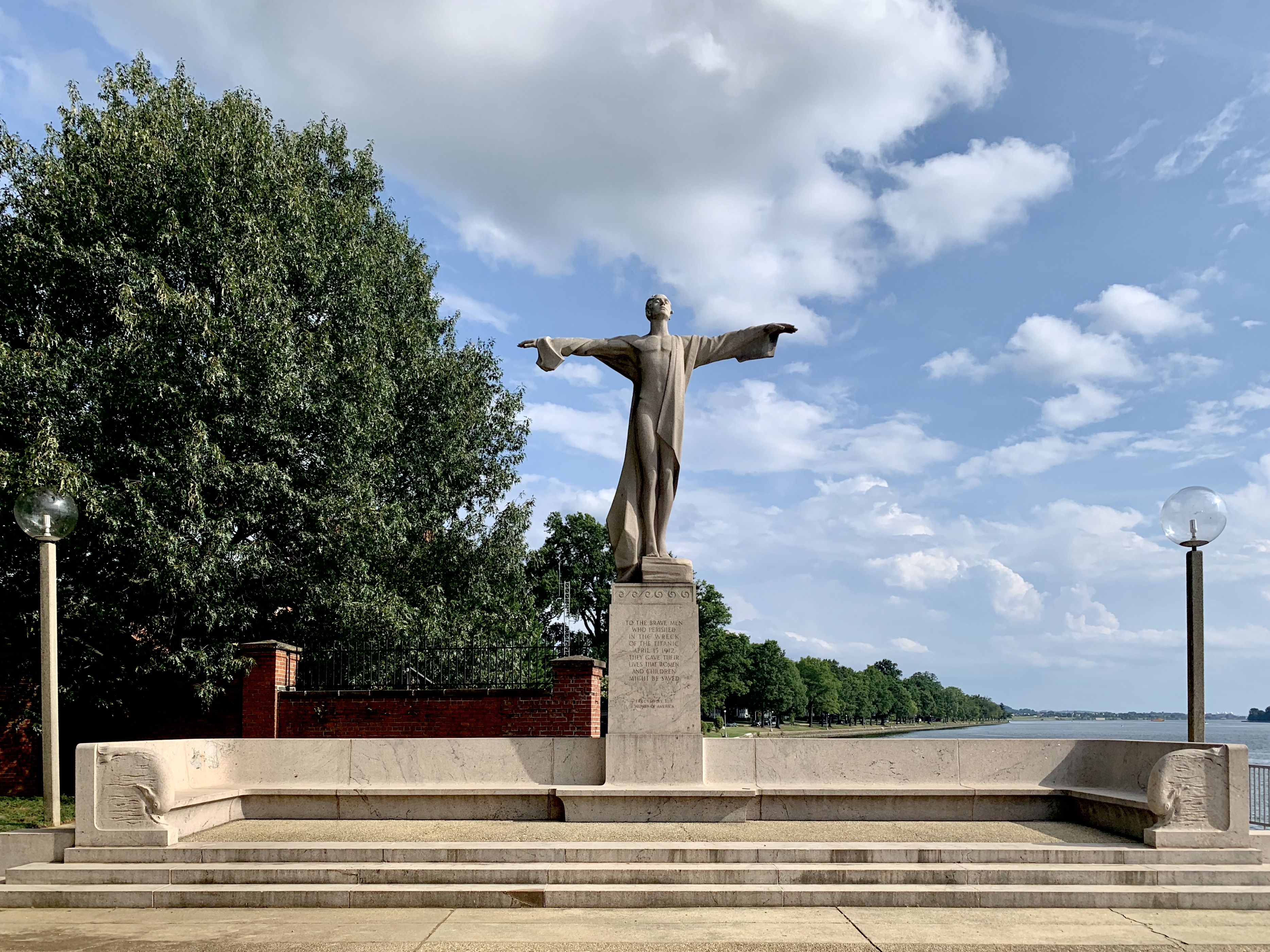
Mémorial du Titanic à Washington.

#### Monument dédié à une personne
- Mémorial Crazy Horse dans les Black Hills
- Rhodes Memorial au Cap
- Mémorial d'Hannibal à Gebze
- Mémorial de Boško Buha à Jabuka
- Mémorial de Tchang Kaï-chek à Taipei
- Jardin mémorial Makino à Tokyo
- Jefferson Memorial à Washington
- Lincoln Memorial à Washington

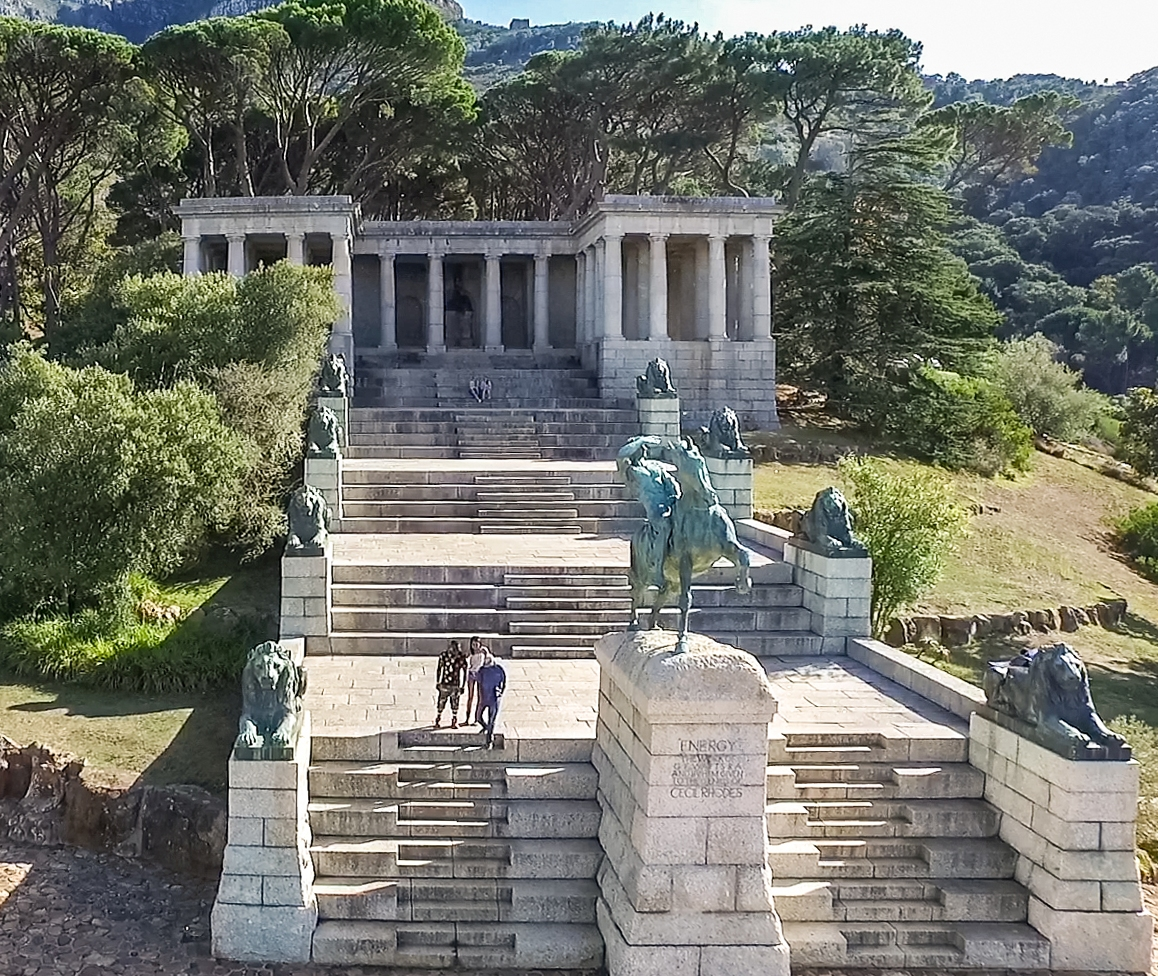
Rhodes Memorial au Cap.
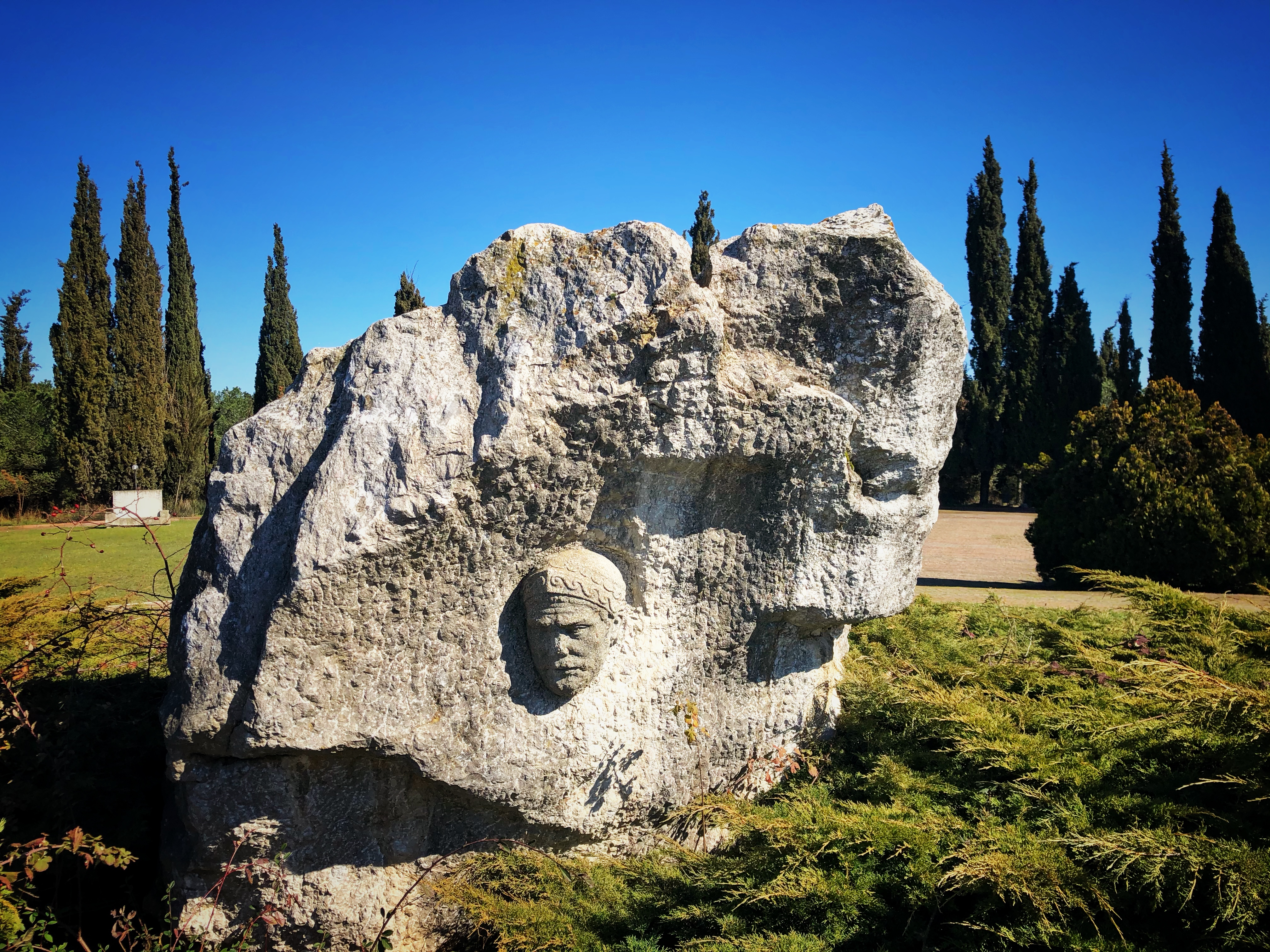
Mémorial d'Hannibal à Gebze.
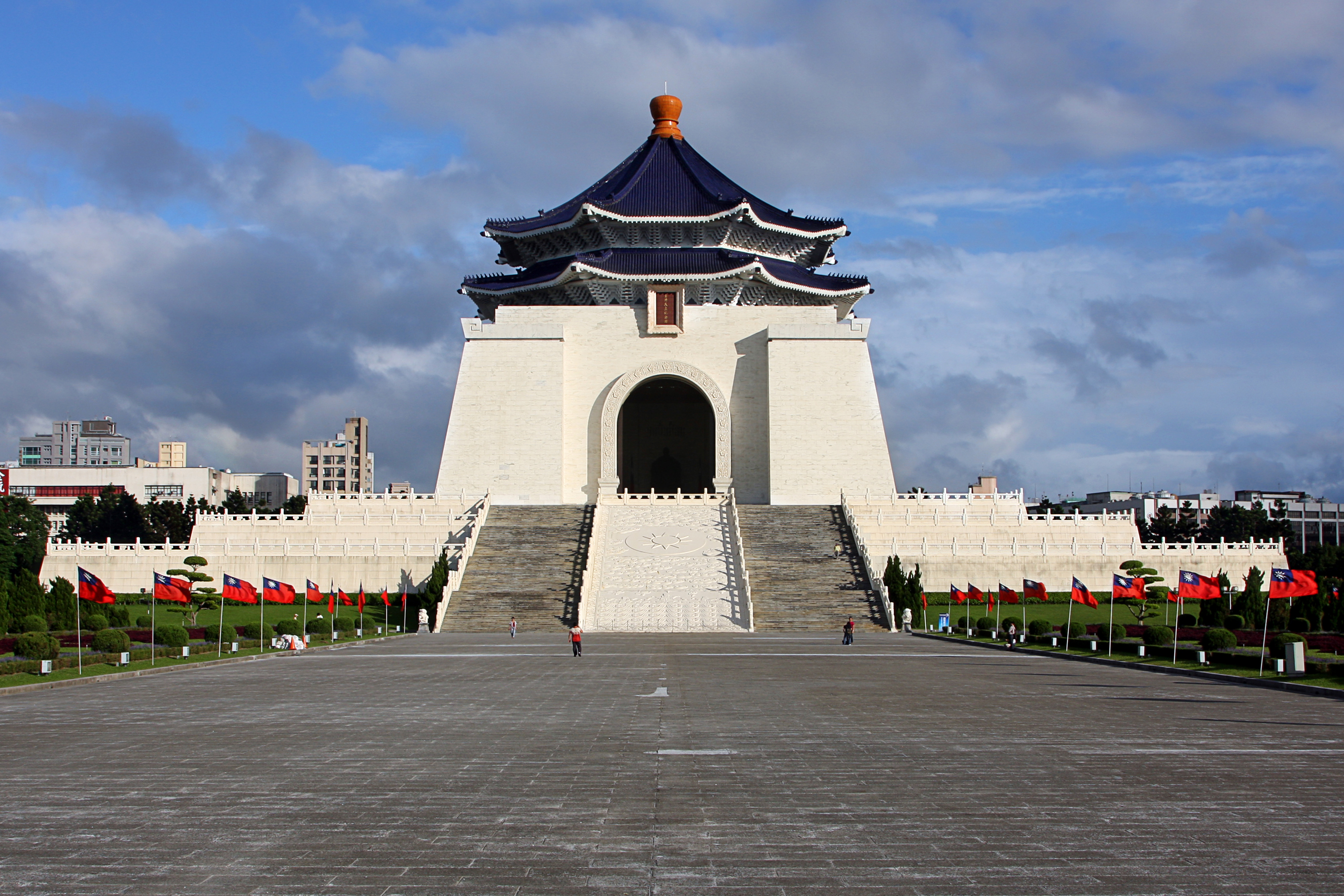
Mémorial de Tchang Kaï-chek à Taipei.
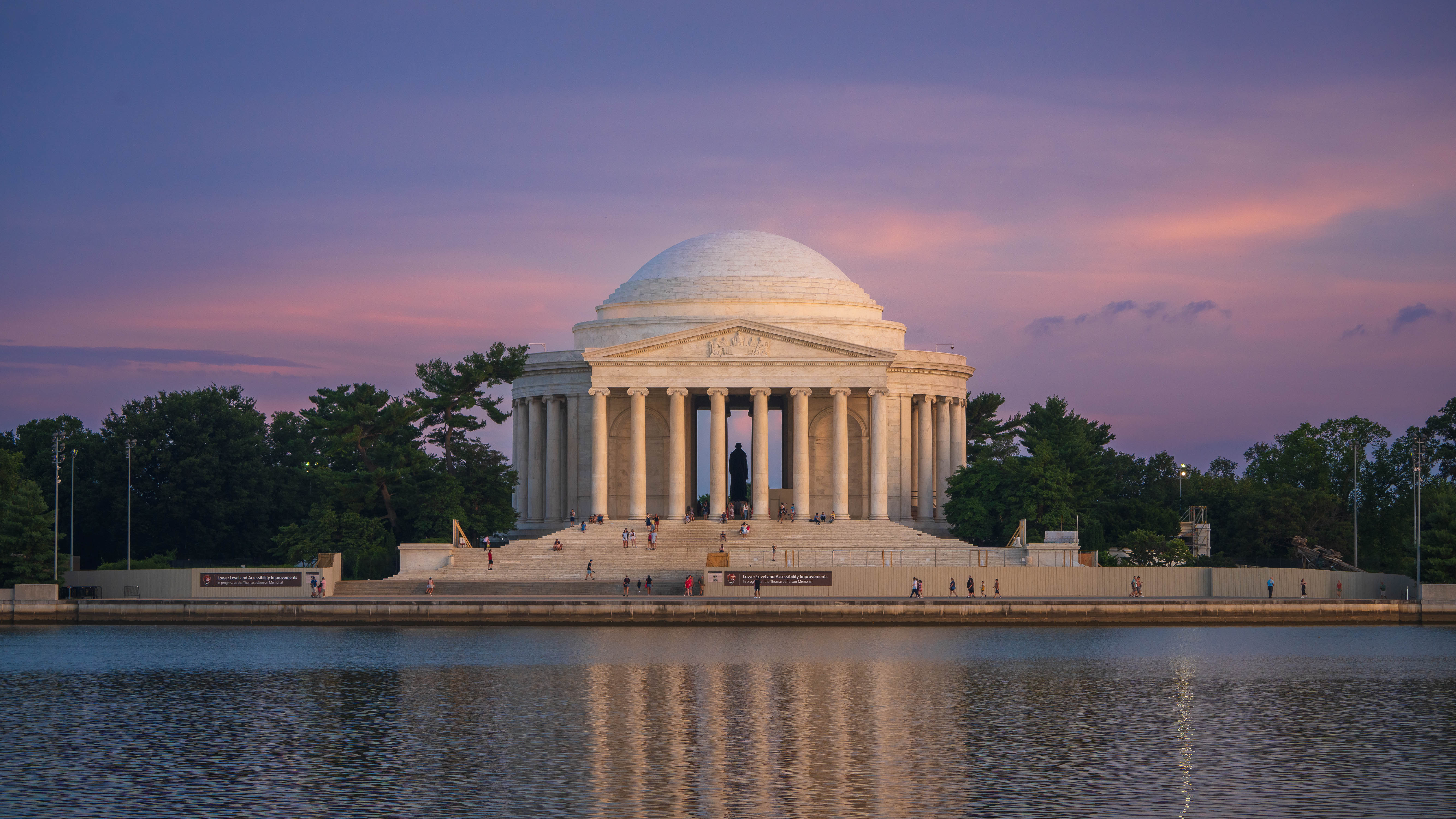
Jefferson Memorial à Washington.
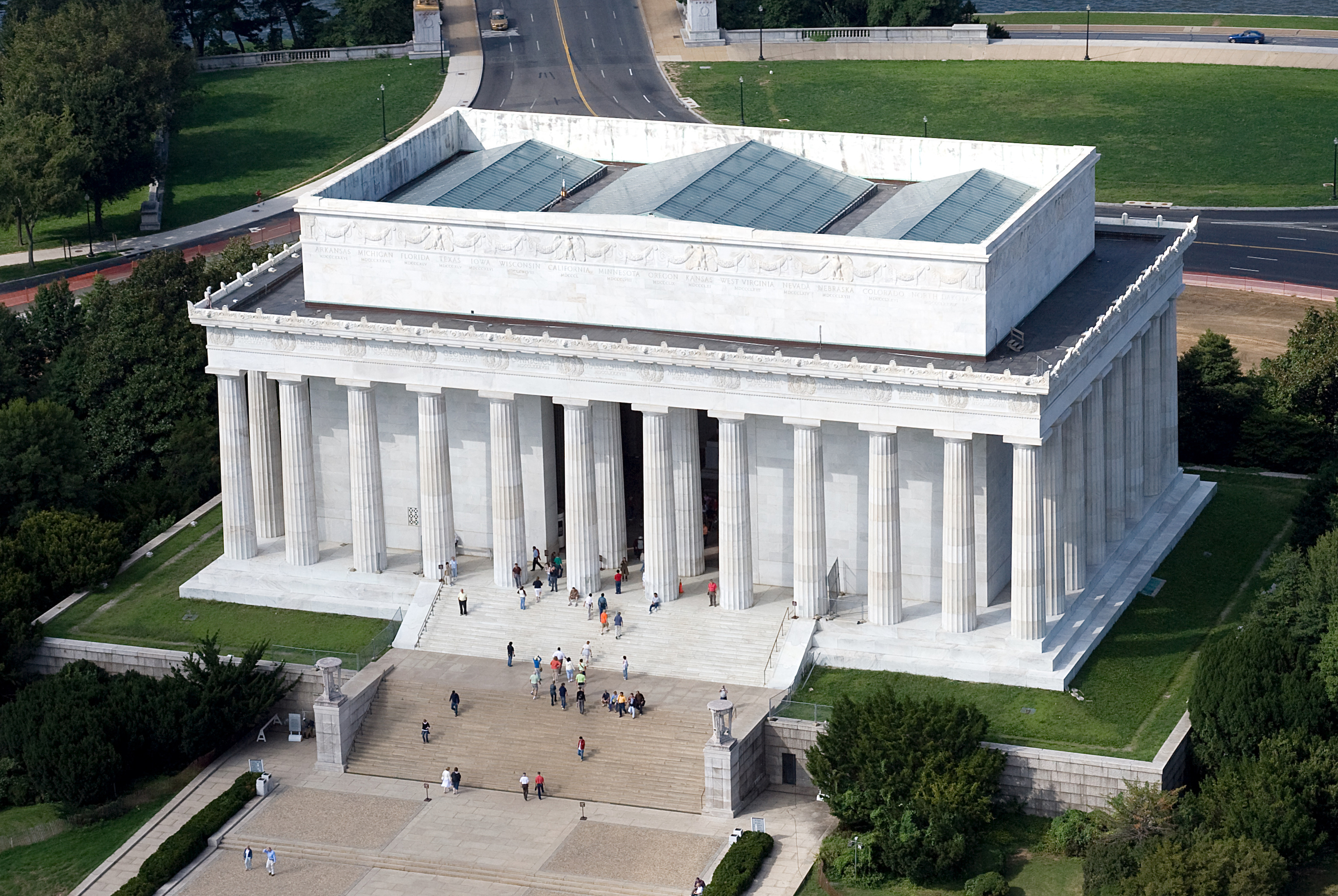
Lincoln Memorial à Washington.

### Monument détruit
- Mémorial Zomachi à Ouidah
- Mémorial de Tannenberg